# Parafia Matki Bożej Częstochowskiej w Łobodnie
Parafia Matki Bożej Częstochowskiej w Łobodnie – parafia rzymskokatolicka, znajdująca się w archidiecezji częstochowskiej, w dekanacie Miedźno, erygowana w 1969 roku.